# Francesco Albani
Francesco Albani, llamado El Albano, (Bolonia, 17 de agosto de 1578-Bolonia, 4 de octubre de 1660) fue un pintor italiano del clasicismo romano-boloñés. Discípulo de Agostino Carracci, instaló su taller en Bolonia, siendo difícil determinar con precisión qué cuadros de los que llevan su firma son suyos o de sus discípulos.

## Biografía

### Primeros años en Bolonia
Nacido en Bolonia, su padre fue un mercader de sedas que intentó instruir a su hijo en el negocio familiar; pero a la edad de doce años, el joven Albani se convirtió en aprendiz del manierista flamenco Denys Calvaert. En su taller conoció a Guido Reni, a quien siguió a la Accademia degli Incamminati, fundada por los hermanos Carracci. En este estudio se forjaron las carreras de los principales pintores de la escuela boloñesa del Seicento, tales como Domenichino, Lucio Massari, Giovanni Lanfranco, Giovanni Francesco Grimaldi, Pietro Faccini, Remigio Cantagallina y, por supuesto, Reni.

### Período romano

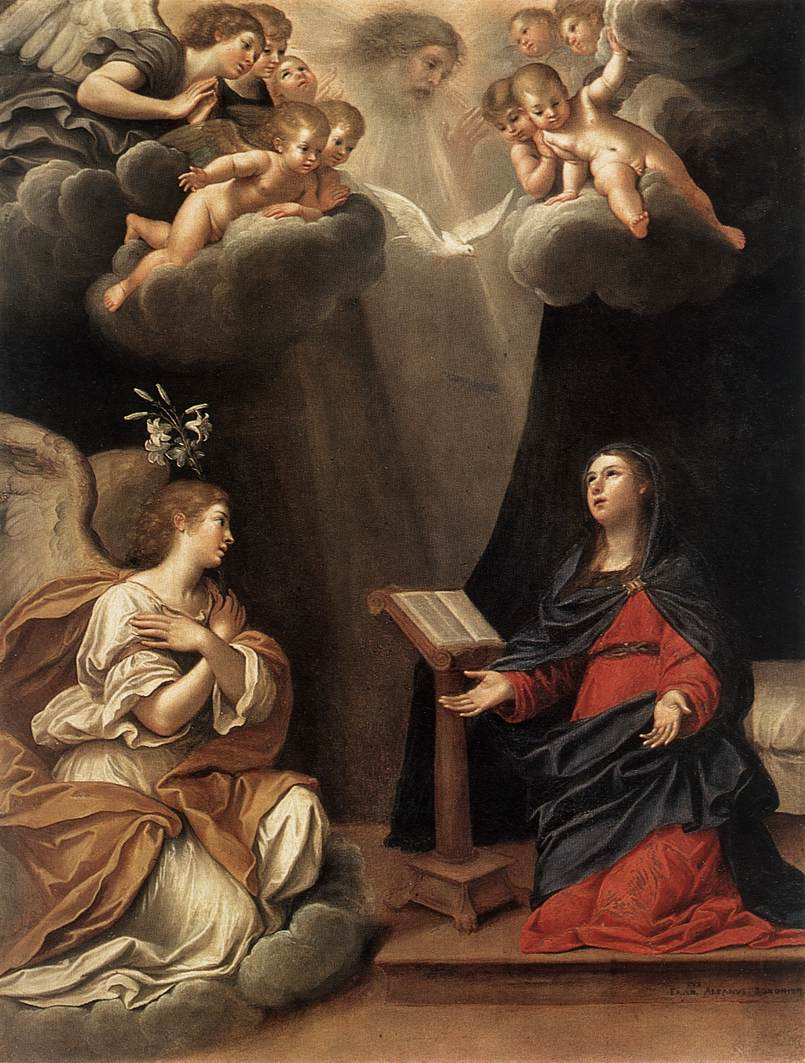
Anunciación (hacia 1645), Museo del Ermitage, San Petersburgo.

En 1600, Albani se instaló en Roma para trabajar en la decoración al fresco del Palazzo Farnese, a las órdenes de Annibale Carracci. Bajo la férula del papa Clemente VIII Aldobrandini (1592 - 1605), Roma gozó de un período de estabilidad que favoreció de nuevo el mecenazgo artístico. El matrimonio de Ranuccio I, duque de Parma, con Margarita Aldobrandini propició una alianza de las familias Farnese y Aldobrandini. No es extraño que el cardenal Odoardo Farnese, hermano del duque, eligiera patrocinar a los Carracci. Su trabajo en el Palazzo Farnese estableció la supremacía de la escuela boloñesa en el panorama artístico romano durante las siguientes dos décadas.
Albani se convirtió en uno de los discípulos más destacados de Annibale. Usando los diseños de su maestro y ayudado por Lanfranco y Sisto Badalocchio, completó los frescos para la capilla de San Diego en San Giacomo degli Spagnoli entre 1602-1607. También son de su mano las decoraciones del Palazzo Mattei di Giove en Roma. Posteriormente completaría estos frescos con otra serie sobre la Vida de José.
En 1609, completó la decoración del techo de la gran sala del Palazzo Giustiniani (actualmente Palazzo Odescalchi) con frescos con la Caída de Faetón y el Consejo de los Dioses. Estos trabajos le fueron encargados por el marqués Vicenzo Giustiniani, patrono también de Caravaggio.
En 1612-1614 realizó los frescos del coro de la iglesia de Santa Maria della Pace, recientemente remodelada por Pietro da Cortona. En 1616 pintó los frescos del techo del Palazzo Verospi en Via del Corso para el cardenal Fabrizio Verospi, con el tema de Apolo y las Horas.
En sus últimos años, Albani mantuvo una leal rivalidad con el más famoso Guido Reni, que gozaba de la total confianza de los Aldobrandini. Albani había trabajado bajo su dirección en la capilla del Palazzo del Quirinale.
Los mejores frescos de Albani son siempre de tema mitológico. Entre sus mejores obras de tema sagrado están un San Sebastíán y una Asunción de la Virgen, ambos en la iglesia de San Sebastiano fuori le Mura, en Roma. Se encuentra entre los pintores italianos aficionados a la pintura de gabinete. Sus obras mitológicas incluyen una Venus Durmiente, Diana en el Baño, Danae, Galatea, y el Rapto de Europa. Un raro grabado, con la Muerte de Dido, le es atribuido.
Entre sus alumnos cabe destacar a Carlo Cignani, Andrea Sacchi, Pier Francesco Mola, Giacinto Bellini, Girolamo Bonini, Giacinto Campagna, Antonio Catalani, Giovanni Maria Galli, Filippo Menzani, Andrea Seghizzi, Giovanni Battista Speranza, Antonio Maria del Sole, Emilio Taruffi y Francesco Vaccaro. A la muerte de su esposa, regresó a Bolonia en 1557 , donde contrajo un segundo matrimonio el 1558  y residió hasta su muerte.

## Legado artístico
Francesco Albani nunca persiguió la monumentalidad o el tinte tenebrista que revolucionaba la pintura de su época. Al contrario, su arte se caracteriza por su lirismo, su ligereza y su dulzura llena de querubines, que no están muy lejos de la sensibilidad manierista. Aunque por la temática podríamos relacionarlo con Nicolas Poussin, le faltó el dramatismo y la fuerza del francés. Su estilo parece anunciar el advenimiento futuro del Rococó.

## Obras destacadas

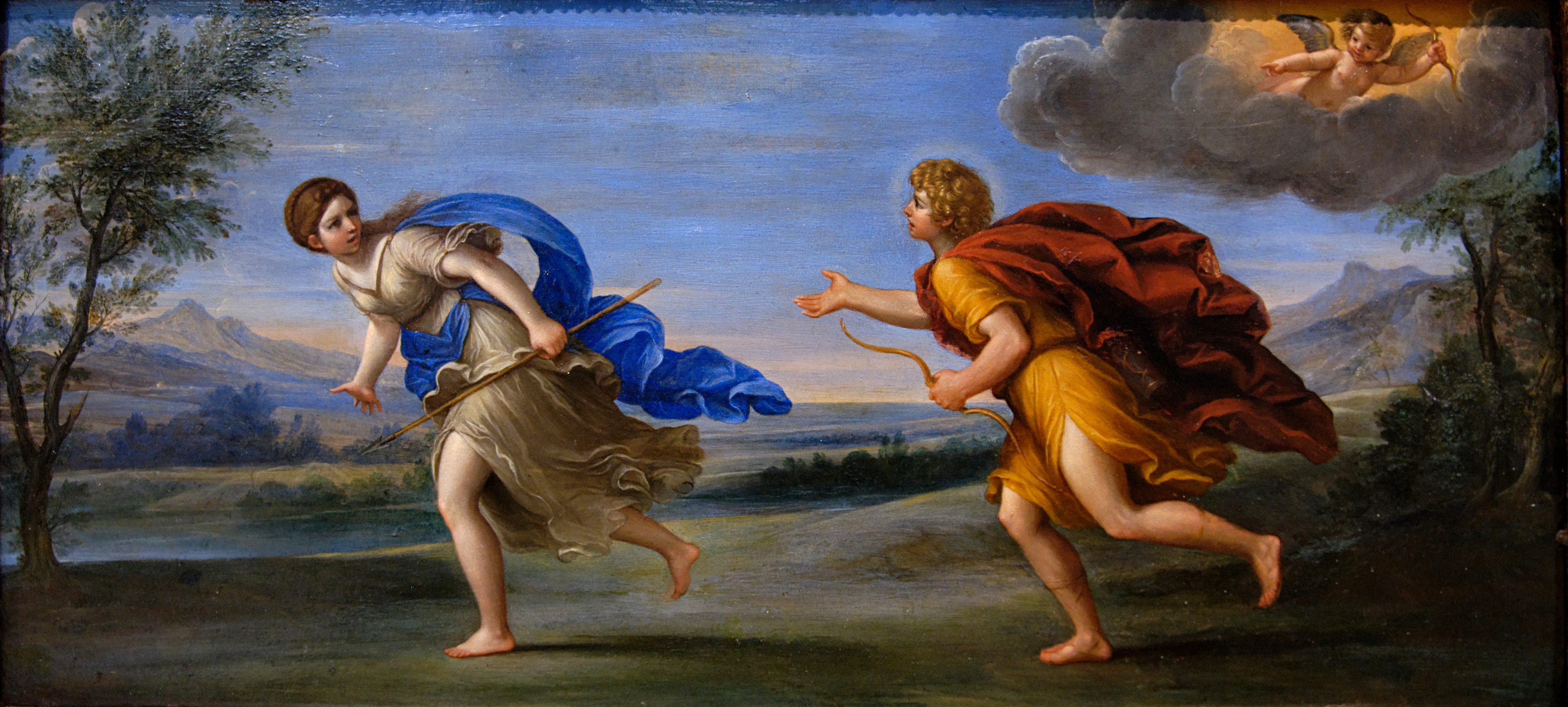
Apolo y Dafne (hacia 1615-1620), Museo del Louvre, París.

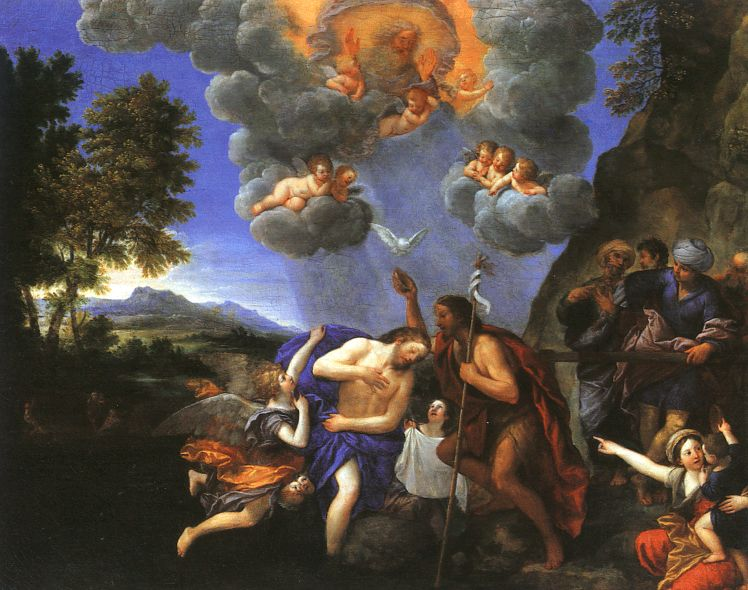
Bautismo de Cristo.

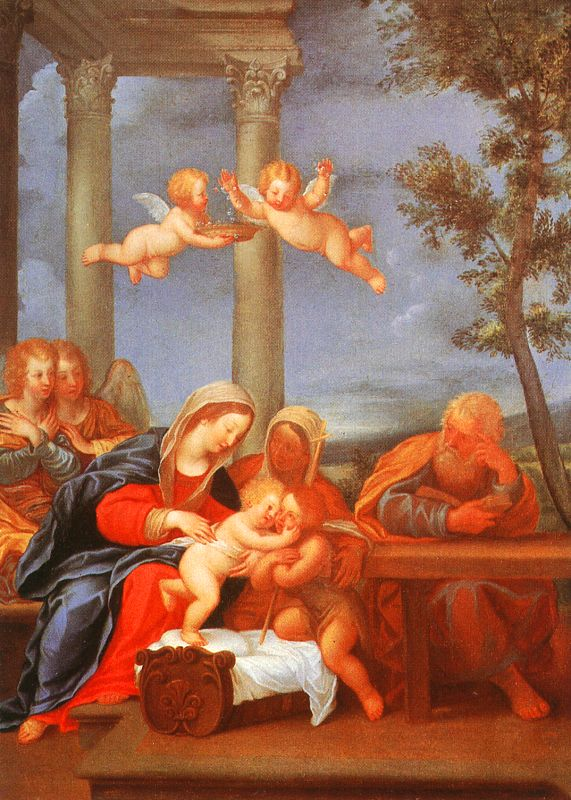
Sagrada Familia.

En sus cuadros trató temas mitológicos, en los que destacan las figuras infantiles, pìntadas bajo influencia de Tiziano. La Mitología también le sirvió de pretexto para realizar cuadros atrevidos para su época. A continuación se indican algunas de sus obras más importantes:
- El juicio de Paris, Museo del Prado, Madrid
- Lot y sus hijas, Museo del Prado
- Metamorfosis de Salmacis y Hermafrodito, Pinacoteca de Turín
- Frescos en el Palazzo Verospi.
- San Sebastián (Pinacoteca de Forli).
- La Natividad de la Virgen
- Frescos en la Sala de Eneas - Palazzo Fava, Bolonia
- Frescos del Oratorio de San Colombano - Bolonia
- Frescos en la Sala de Eneas (1601-1602) - Palazzo Doria-Pamphili, Roma
- Frescos en San Giacomo degli Spagnoli (1602-1607) - Museo del Prado (en Barcelona)
- Sagrada Familia con ángeles (1608-1610) - MFA, Boston
- Alegorías de las Cuatro Estaciones (1616-1617) - Galleria Borghese, Roma
- Bautismo de Cristo (c. 1620) - óleo sobre lienzo, 428.5 x 224.5 cm, Pinacoteca Nazionale di Bologna
- Diana y Acteón (1625-1630) - óleo sobre madera transferido a lienzo, 74,5 x 99,5 cm, Gemäldegalerie, Dresde
- Los Cuatro Elementos (1628-1630) - Pinacoteca, Turín
- Sagrada Familia con ángeles (1630-1635), óleo sobre lienzo, 57 x 43 cm, Palazzo Pitti, Florencia
- Autorretrato (c. 1630) - óleo sobre lienzos, 75 x 59.5 cm, Pinacoteca Nazionale de Bolonia
- Venus atendida por ninfas y amorcillos (1633), óleo sobre lienzo, 114 x 171 cm, Museo del Prado, Madrid
- Anunciación (1633) - Iglesia de San Bartolomeo, Bolonia
- Anunciación - óleo sobre cobre, 62 x 47 cm, Museo del Hermitage, San Petersburgo
- Virgen con Niño en la Gloria con los Santos Francisco y Jerónimo (c. 1640) - óleo sobre cobre, 43.5 x 31.8 cm, Pinacoteca Nazionale, Bolonia
- Bautismo de Cristo (c. 1640) - óleo sobre lienzo, 268 x 195 cm, Museo del Hermitage, San Petersburgo
- Rapto de Europa (c. 1640-1645) - óleo sobre lienzo, 170 x 224 cm, Museo del Hermitage, San Petersburgo
- Anunciación (c. 1640-1645) - óleo sobre cobre, 62 x 47 cm, Museo del Hermitage, San Petersburgo
- Las Santas mujeres en la tumba de Cristo (1640s-1650s) - óleo sobre lienzo, 170 x 224 cm, Museo del Hermitage, San Petersburgo
- Danza de los amorcillos - Pinacoteca di Brera, Milán
- Tondo Borghese - Galería Borghese, Roma
- Paisajes de Tasso - Galleria Colonna, Roma
- Frescos de la Iglesia de Santa Maria di Galliera